# هامبولدت ریور رنچ (نوادا)
هامبولدت ریور رنچ (به انگلیسی: Humboldt River Ranch) یک منطقهٔ مسکونی در ایالات متحده آمریکا است که در نوادا واقع شده‌است. هامبولدت ریور رنچ ۳۳٫۳ کیلومتر مربع مساحت و ۱۱۹ نفر جمعیت دارد و ۱٬۳۱۵٫۵۳ متر بالاتر از سطح دریا واقع شده‌است.